# Sioux K. Grigsby
Sioux Kingsbury Grigsby (* 25. Dezember 1873 in Sioux Falls, Dakota-Territorium; † 21. August 1968 in Sioux Falls, South Dakota) war ein US-amerikanischer Politiker. Zwischen 1945 und 1949 war er Vizegouverneur des Bundesstaates South Dakota.

## Werdegang
Sioux Grigsby war ein Bruder des 1890 geborenen  John T. Grigsby,  der von 1929 bis 1931 ebenfalls Vizegouverneur von South Dakota war, und von George Barnes Grigsby (1874–1962), einem Kongressdelegierten für das Alaska-Territorium. Er besuchte die öffentlichen Schulen seiner Heimat und studierte danach an der University of South Dakota. Nach einem anschließenden Jurastudium und seiner Zulassung als Rechtsanwalt begann er in diesem Beruf zu arbeiten. Zwischenzeitlich war er unter seinem Vater Melvin Grigsby, der damals Attorney General von South Dakota war, als Deputy Attorney General dessen Stellvertreter. In den Jahren 1908 und 1909 war er auch juristischer Vertreter der Stadt Sioux Falls. Außerdem betrieb er eine Farm im Minnehaha County.
Politisch schloss sich Grigsby im Unterschied zu seinen Brüdern der Republikanischen Partei an. Die Brüder waren Mitglieder der Demokratischen Partei. In den Jahren 1937 und 1938 saß er als Abgeordneter im Repräsentantenhaus von South Dakota; von 1939 bis 1944 gehörte er dem Staatssenat an. 1944 wurde er an der Seite von Merrell Q. Sharpe zum Vizegouverneur von South Dakota gewählt. Dieses Amt bekleidete er zwischen 1945 und 1949. Dabei war er Stellvertreter des Gouverneurs und Vorsitzender des Staatssenats. Seit 1947 diente er unter dem neuen Gouverneur George Theodore Mickelson. Im Juli 1952 nahm er als Delegierter an der Republican National Convention in Chicago teil, auf der Dwight D. Eisenhower als Präsidentschaftskandidat nominiert wurde. Sioux Grigsby starb am 21. August 1968 in seiner Heimatstadt Sioux Falls.